# 沃尔夫冈·农恩
沃尔夫冈·农恩（德語：Wolfgang Nonn，1935年11月24日—1959年8月26日），德国前男子曲棍球运动员。他曾代表德国联队参加1956年夏季奥林匹克运动会曲棍球比赛，获得一枚铜牌。